# Спирт (сингл)
«Спирт» — сингл українського гурту FRANCO, випущений 4 квітня 2016 року. Пісня є лише синглом, до конкретного альбому групи вона не відноситься.

## Реліз синглу
Сингл «Спирт» став доступним для придбання 4 квітня 2016 року на платформах iTunes та Google Play.

## Про пісню
«Людство часто оточує алкоголь – ми випиваємо в пабах, вдома, на роботі, але чомусь у творчості, а особливо в піснях, це замовчується. Наша нова пісня «Спирт» про те, як під впливом алкоголю люди можуть наробити як помилок, так і доволі правильних речей», – розповів музичному порталу «Нотатки» фронтмен FRANCO Валентин Федишен.